# Joy Grant
Joy Grant – belizeńska polityk, członek Zjednoczonej Partii Demokratycznej, senator i minister energetyki, nauki i technologii.

## Życiorys
Związała się ze Zjednoczoną Partią Demokratyczną.
12 marca 2015 na wniosek premiera Deana Barrowa została powołana na stanowisko senatora na pięcioletnią kadencję, a w drugim rządzie Barrowa objęła stanowisko ministra energetyki, nauki i technologii.